# Johann Ernst Greding (Mediziner)
Johann Ernst Greding (* 22. Juli 1718 in Weimar; † 27. Februar 1775 in Waldheim, Sachsen) war ein deutscher Arzt. Ab 1758 war er Arzt im Armenhaus in Waldheim und wandte dort systematisch verschiedene Behandlungsmethoden an psychisch Kranken und Epileptikern an, deren Verhalten er in Fallstudien genau aufzeichnete. Er sezierte auch über 300 Leichname verstorbener psychisch Kranker.

## Leben
Johann Ernst Greding war der Sohn eines in Weimar tätigen Hoffriseurs. Er übersiedelte 1728 mit seinen Eltern nach Greiz. Aufgrund der beschränkten finanziellen Mittel seiner Familie musste er zunächst den Beruf seines Vaters erlernen und ihm im Geschäft helfen. Allerdings sagte ihm dieses Handwerk nicht zu. Als er das 17. Lebensjahr erreicht hatte, bekam er lateinischen Privatunterricht und erwarb sich mit großem Eifer die nötigen Vorkenntnisse, um die Erlaubnis zur Aufnahme eines Medizinstudiums zu erhalten. Er besuchte zuerst ab 1737 die Universität Jena. Dort hörte er nicht nur Vorlesungen seines Fachgebiets, sondern folgte auch dem Unterricht in Logik, Metaphysik sowie Theologie und widmete sich zusätzlich naturwissenschaftlichen Disziplinen wie Physik und Mathematik. Da aber die durch den Tod seines Vaters eingetretenen Verhältnisse ihn zwangen, seinen Aufenthaltsort zu wechseln, so begab er sich nach Leipzig. Dort studierte er noch drei weitere Jahre und durfte mit Erlaubnis des Stadtphysikus Hartranft die Kranken in den Lazaretten behandeln. Nach Beendigung seiner Studien erlangte er 1742 an der Universität Jena durch die Verteidigung seiner Abhandlung  Von der Untersuchung eines toten Körpers oder von einer gesetzmäßigen Leichenöffnung die medizinische Lizenziatenwürde.
Anschließend ließ sich Greding in Zwickau nieder, wo er 16 Jahre lang die Stelle eines Amts-, Stadt- und Landphysikus versah. Über sein dortiges Leben ist wenig bekannt. Jedenfalls war er stets daran interessiert, die Fortschritte in seiner Fachdisziplin kennenzulernen und verwendete seine geringe Freizeit zur Übersetzung ausländischer medizinischer Schriften. Hierher gehören u. a.:
- Robert Nesbitts Osteologie oder Abhandlung von der Erzeugung der Knochen im menschlichen Körper, in zwei Vorlesungen erklärt; aus dem Englischen übersetzt. Nebst einer Vorrede von Christian Gottlieb Ludwig, Altenburg 1753
- Johann Pringles Beobachtungen über die Krankheiten einer Armee sowohl im Felde als in der Garnison; aus dem Englischen übersetzt, Altenburg 1754; neue verbesserte Ausgabe von A. E. Brande, Altenburg 1772
- Abhandlungen der königlichen Akademie der Chirurgie zu Paris; aus dem Französischen übersetzt, 2 Bände, Altenburg 1754–55
- Neue medizinische Versuche und Bemerkungen der Gesellschaft zu Edinburgh, 2 Bde., Altenburg 1756

1758 wurde Greding als Arzt der Strafanstalt und des Armenhauses in Waldheim im Leipziger Kreis berufen. In diesem Amt hatte er Gelegenheit, ausgiebige Beobachtungen und Untersuchungen auf dem therapeutisch-klinischen Gebiet und vor allem in der pathologischen Anatomie durchzuführen. Da sich im Zuchthaus viele mental Kranke und Fallsüchtige befanden, versuchte er diese mit verschiedenen Mitteln zu behandeln und sezierte oft im Falle ihres Ablebens deren Leichname (insgesamt über 300), um diese sorgfältig untersuchen zu können. Insbesondere für die unheilbar Kranken zeigte er großes Mitgefühl.
Ebenso gewissenhaft beobachtete Greding die Wirkung verschiedener Heilmittel. Nach seinen Untersuchungen bewährte sich das Extrakt der Tollkirsche bei oft wiederkehrender Epilepsie sowie bei Gelbsucht insoweit, dass es bei letzterer Krankheit unzweifelhaft gut wirkte, bei Epilepsie aber nur Erleichterung brachte. Die damals vielgepriesene Wirkung des Extrakts des Stechapfels in Fällen von Melancholie, Raserei und Epilepsie glaubte er nach genauer Beobachtung vieler Kranker auf eine eher nur geringe Erleichterung einschränken zu müssen. Den Eisenhut fand er bei verhärteten Drüsengeschwülsten äußerst wirksam. Ferner gewann er durch seine Praxis die Überzeugung, dass Kupfersalmiak entgegen oftmaligen Behauptungen keineswegs als spezifisches Mittel gegen Epilepsie, Veitstanz und hysterische Anfälle betrachtet werden könne. Viele derartige Erfahrungen und Beobachtungen teilte er in den von seinem Lehrer Christian Gottlieb Ludwig herausgegebenen  Adversaria medico-practica (2 Bände, Leipzig 1769–70) mit. Er starb 1775 im Alter von 56 Jahren in Waldheim.
Gredings Vermischte medizinisch-chirurgische Schriften (Altenburg 1781) wurden von seinem Neffen Karl Wilhelm Greding herausgegeben. Dieser besorgte auf vielfaches Verlangen von Ärzten eine vollständige Ausgabe unter dem Titel Sämtliche Schriften von Johann Ernst Greding (2 Bände, Greiz 1790–91), worin sich auch seine lateinisch geschriebenen Abhandlungen in deutscher Übersetzung befinden. Der erste Band enthält Aufsätze über die Eigenschaften des weißen Nieswurz, des Sturmhuts, des Bilsenkrauts, des Stechapfels, der Tollkirsche sowie des Kupfersalmiaks und die Anwendung dieser Mittel bei Geisteskrankheiten und Epilepsie. Ferner finden sich darin die hauptsächlich auf die pathologische Anatomie bezüglichen Aphorismen über die Melancholie und der damit zusammenhängenden Krankheiten. Der zweite Band ist ausschließlich den durch die Sektionen von Leichen gewonnenen Beobachtungen Gredings über Geisteskrankheiten gewidmet.